# ستيرلينغ كولغيت
ستيرلينغ كولغيت (بالإنجليزية: Stirling Colgate)‏ هو فيزيائي أمريكي، ولد في 14 نوفمبر 1925 في نيويورك في الولايات المتحدة، وتوفي في 1 ديسمبر 2013 في لوس ألاموس في الولايات المتحدة.